# Wereldkampioenschap superbike van Laguna Seca 2018
Het wereldkampioenschap superbike van Laguna Seca 2018 was de achtste ronde van het wereldkampioenschap superbike 2018. De races werden verreden op 23 en 24 juni 2018 op Laguna Seca nabij Monterey, Californië, Verenigde Staten. Tijdens het weekend kwam enkel het WK superbike in actie, het wereldkampioenschap Supersport was niet aanwezig op het circuit.

## Superbike

### Race 1
| Pos | Nr | Rijder               | Constructeur | Rondes | Tijd        | Grid | Punten |
| --- | -- | -------------------- | ------------ | ------ | ----------- | ---- | ------ |
| 1   | 1  | Jonathan Rea         | Kawasaki     | 25     | 35:15.071   | 3    | 25     |
| 2   | 7  | Chaz Davies          | Ducati       | 25     | +2.978      | 1    | 20     |
| 3   | 22 | Alex Lowes           | Yamaha       | 25     | +12.212     | 5    | 16     |
| 4   | 50 | Eugene Laverty       | Aprilia      | 25     | +14.309     | 4    | 13     |
| 5   | 33 | Marco Melandri       | Ducati       | 25     | +16.712     | 10   | 11     |
| 6   | 12 | Javier Forés         | Ducati       | 25     | +18.929     | 8    | 10     |
| 7   | 66 | Tom Sykes            | Kawasaki     | 25     | +25.638     | 2    | 9      |
| 8   | 60 | Michael van der Mark | Yamaha       | 25     | +26.211     | 9    | 8      |
| 9   | 81 | Jordi Torres         | MV Agusta    | 25     | +31.579     | 11   | 7      |
| 10  | 45 | Jacob Gagne          | Honda        | 25     | +38.084     | 16   | 6      |
| 11  | 68 | Yonny Hernández      | Kawasaki     | 25     | +44.971     | 17   | 5      |
| 12  | 40 | Román Ramos          | Kawasaki     | 25     | +45.412     | 20   | 4      |
| 13  | 98 | Karel Hanika         | Yamaha       | 25     | +50.768     | 18   | 3      |
| 14  | 32 | Lorenzo Savadori     | Aprilia      | 25     | +1:06.063   | 6    | 2      |
| 15  | 76 | Loris Baz            | BMW          | 25     | +1 ronde    | 12   | 1      |
| DNF | 54 | Toprak Razgatlıoğlu  | Kawasaki     | 19     | Ongeluk     | 13   |        |
| DNF | 57 | Josh Herrin          | Yamaha       | 18     | Uitgevallen | 15   |        |
| DNF | 2  | Leon Camier          | Honda        | 17     | Uitgevallen | 7    |        |
| DNF | 99 | P.J. Jacobsen        | Honda        | 10     | Ongeluk     | 19   |        |
| DNF | 36 | Leandro Mercado      | Kawasaki     | 10     | Ongeluk     | 14   |        |

### Race 2
| Pos | Nr | Rijder               | Constructeur | Rondes | Tijd         | Grid | Punten |
| --- | -- | -------------------- | ------------ | ------ | ------------ | ---- | ------ |
| 1   | 1  | Jonathan Rea         | Kawasaki     | 25     | 35:09.683    | 3    | 25     |
| 2   | 7  | Chaz Davies          | Ducati       | 25     | +5.099       | 1    | 20     |
| 3   | 50 | Eugene Laverty       | Aprilia      | 25     | +6.711       | 4    | 16     |
| 4   | 22 | Alex Lowes           | Yamaha       | 25     | +8.011       | 5    | 13     |
| 5   | 60 | Michael van der Mark | Yamaha       | 25     | +9.746       | 9    | 11     |
| 6   | 12 | Javier Forés         | Ducati       | 25     | +14.791      | 8    | 10     |
| 7   | 81 | Jordi Torres         | MV Agusta    | 25     | +16.711      | 11   | 9      |
| 8   | 66 | Tom Sykes            | Kawasaki     | 25     | +17.284      | 2    | 8      |
| 9   | 45 | Jacob Gagne          | Honda        | 25     | +35.421      | 16   | 7      |
| 10  | 76 | Loris Baz            | BMW          | 25     | +39.802      | 12   | 6      |
| 11  | 36 | Leandro Mercado      | Kawasaki     | 25     | +42.946      | 14   | 5      |
| 12  | 40 | Román Ramos          | Kawasaki     | 25     | +43.437      | 20   | 4      |
| 13  | 2  | Leon Camier          | Honda        | 25     | +44.563      | 7    | 3      |
| 14  | 98 | Karel Hanika         | Yamaha       | 25     | +47.257      | 18   | 2      |
| 15  | 68 | Yonny Hernández      | Kawasaki     | 25     | +53.415      | 17   | 1      |
| 16  | 57 | Josh Herrin          | Yamaha       | 25     | +58.107      | 15   |        |
| DNF | 99 | P.J. Jacobsen        | Honda        | 16     | Ongeluk      | 19   |        |
| DNF | 32 | Lorenzo Savadori     | Aprilia      | 6      | Ongeluk      | 6    |        |
| DNF | 33 | Marco Melandri       | Ducati       | 3      | Ongeluk      | 10   |        |
| DNS | 54 | Toprak Razgatlıoğlu  | Kawasaki     | 0      | Niet gestart |      |        |

## Tussenstanden na wedstrijd

### Superbike
| Pos | Nr | Rijder               | Team     | Punten |
| --- | -- | -------------------- | -------- | ------ |
| 1   | 1  | Jonathan Rea         | Kawasaki | 320    |
| 2   | 7  | Chaz Davies          | Ducati   | 245    |
| 3   | 60 | Michael van der Mark | Yamaha   | 215    |
| 4   | 66 | Tom Sykes            | Kawasaki | 196    |
| 5   | 22 | Alex Lowes           | Yamaha   | 183    |

1995 · 1996 · 1997 · 1998 · 1999 · 2000 · 2001 · 2002 · 2003 · 2004 · 2013 · 2014 · 2015 · 2016 · 2017 · 2018 · 2019